# Anna Palmer Draper
Mary Anna Draper, també coneguda com a Mary Anna Palmer Draper (Stonington, Connecticut, 19 de setembre de 1839 – Nova York, 8 de desembre de 1914), va ser una investigadora astronòmica, filantropa, mecenes i fotògrafa astronòmica nord-americana, coneguda per la seva tasca amb el seu marit, Henry Draper, en fotografia i investigació astronòmica. Va ajudar a fundar l'Observatori Mount Wilson i va crear un premi per a la investigació astronòmica, la Medalla Henry Draper de l'Acadèmia Nacional de Ciències.

## Primers anys
Mary Anna Palmer va néixer el 1839, a Stonington, Connecticut, filla de Mary Ann Suydam i Courtlandt Palmer. El seu pare era comerciant i inversor immobiliari. A la seva mort, el 1874, va deixar, a ella i als seus tres germans, una gran fortuna.
El 1867 es va casar amb Henry Draper, metge i professor de química i fisiologia a la Universitat de la Ciutat de Nova York, actualment Universitat de Nova York. Particularment interessat en l'espectroscòpia astronòmica, també va ser un hàbil astrònom aficionat.

## Carrera
Draper va desenvolupar un interès per l'astronomia a partir de l'afició del seu marit i, juntament amb ell, van fer les primeres fotografies de l'espectre d'una estrella utilitzant el gran telescopi de l'observatori que van construir prop de la seva casa d'estiu, a Hastings-on-Hudson, Nova York, el 1872. La parella va viatjar a Rawlins, Wyoming, per observar un eclipsi solar el 1878. Durant els hiverns, treballava al laboratori connectat a casa seva a la ciutat de Nova York. Durant quinze anys, els Drapers van treballar junts en observacions, fotografia i treballs de laboratori. En el procés, es va convertir en una tècnica experta.
Després de la mort del seu marit el 1882, va donar el seu equip a l'Observatori de la Universitat Harvard, i va dotar el Memorial Henry Draper per finançar la continuació de la seva investigació. Tot i que ja no investigava activament, visitava regularment l'observatori per conèixer el progrés de la investigació.

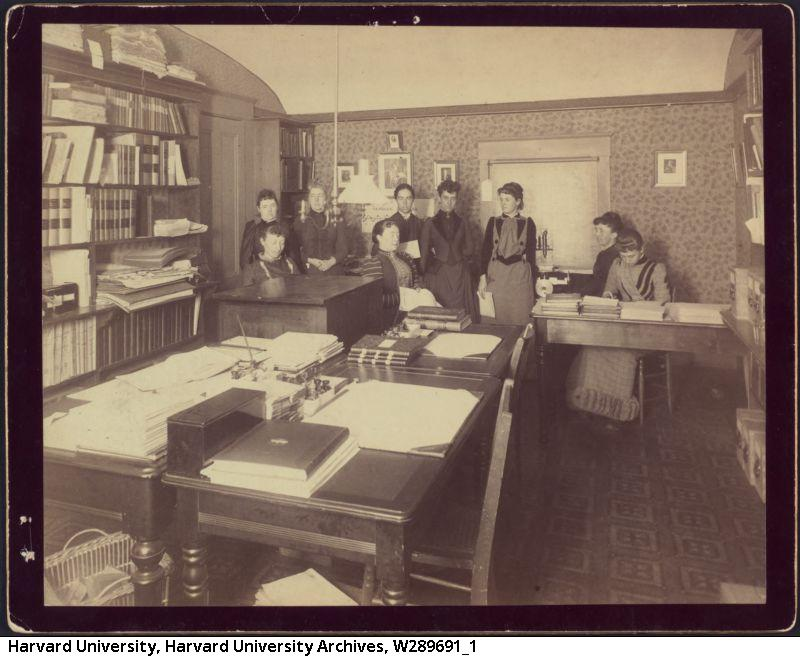
Anna Draper (asseguda, al centre) a l'Observatory Women Computers de la Universitat Harvard, 1891

Els diners que va donar van permetre Edward Charles Pickering, de la universitat, seguir el projecte iniciat: fer una classificació de les estrelles en funció de les característiques que es troben a les fotografies dels espectres d'estrelles. La seva influència va fer que es contractessin dones per treballar en la classificació, a l'observatori,  com a “dones calculadores”, entre les quals hi havia Williamina Fleming, Annie Cannon, Evelyn Leland, Henrietta Leavitt, el treball de la qual sobre les estrelles variables de les cefeides va portar a la seva utilització com a importants indicadors de distància galàctica, i la seva pròpia neboda, Antonia Maury, que va proposar noves maneres de classificar els espectres estel·lars. El Henry Draper Catalogue va ser publicat el 1918 i el 1925 amb més de 225.000 estrelles amb els seus espectres.
Mary Anna Draper també va crear un premi per a la investigació astronòmica, la medalla Henry Draper de l'Acadèmia Nacional de Ciències, i va ajudar a fundar l'Observatori Mount Wilson. Va organitzar conferències i exposicions científiques al seu laboratori de casa, i va continuar la seva tasca fins que va morir per pneumònia el 1914 a la ciutat de Nova York.
Després de la seva mort, es va fer un llegat en nom seu al Metropolitan Museum of Art, donant-hi la seva extensa col·lecció d'artefactes egipcis, antiguitats clàssiques, tapissos, 22 pintures en miniatura i altres obres d'art. També va fer un llegat per donar suport a la investigació continuada a l'Observatori de Harvard.